# Peter Vogel (Schauspieler)

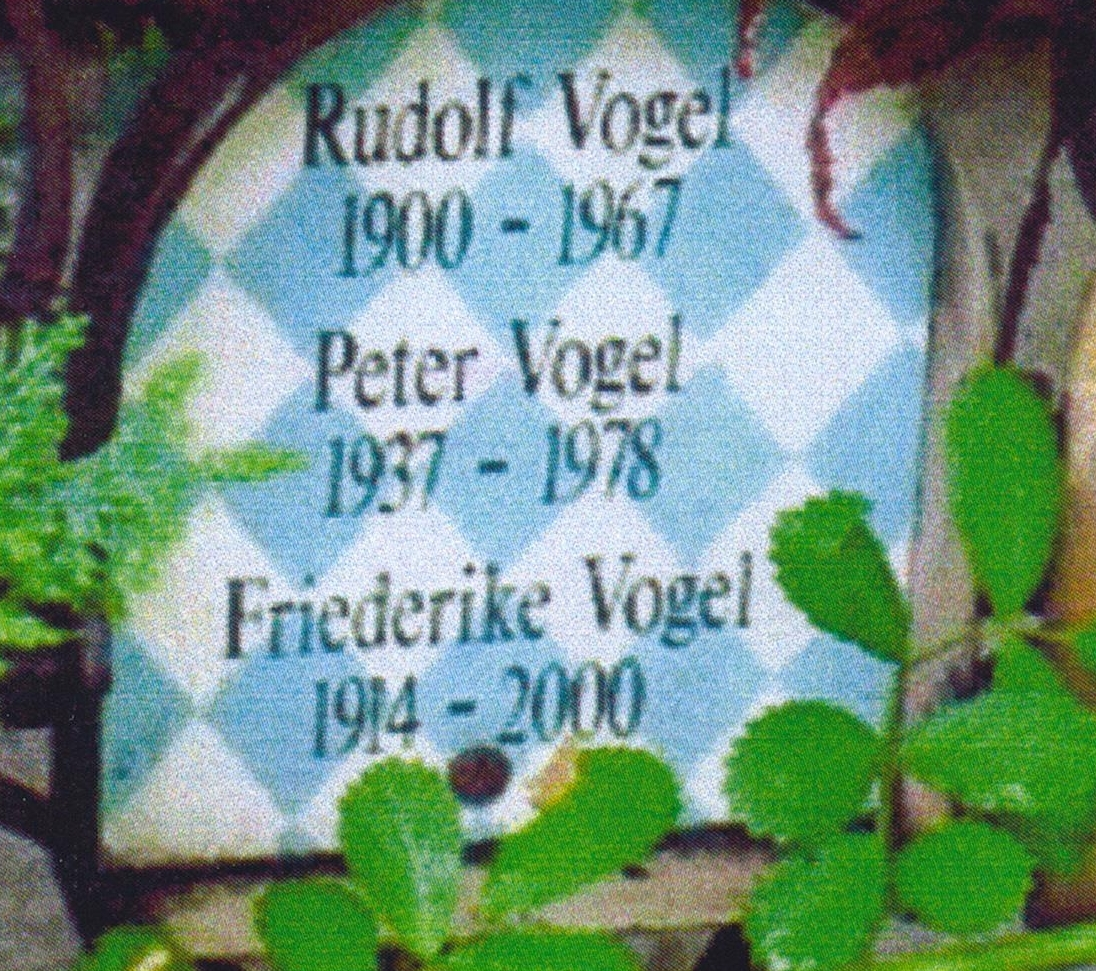
Grabstätte von Peter Vogel

Peter Vogel (* 22. März 1937 in München; † 21. September 1978 in Wien) war ein deutscher Schauspieler.

## Leben
Peter Vogel war der Sohn des Schauspielers Rudolf Vogel. Seine Schauspielkarriere begann mit sechzehn Jahren, als er einen der Schüler in Das fliegende Klassenzimmer spielte. Nach Schauspielunterricht bei Siegfried Lowitz gab er sein Bühnendebüt 1955 in München am Theater Die Kleine Freiheit in dem Stück Keine Zeit für große Männer. Als Theaterdarsteller wechselte er von Hamburg ans Theater in der Josefstadt in Wien, an dem er auch Regie führte.
Während er am Theater in ernsten, bisweilen tragischen Rollen agierte, etablierte er sich in zahlreichen Filmrollen als linkisch-schüchterner, zuweilen ironischer Komiker. In besonderer Erinnerung ist seine Darstellung des Kottan in der gleichnamigen ORF-Serie. In seinem letzten Kinofilm Das Einhorn spielte er als orientierungsloser Schriftsteller seine einzige Filmhauptrolle. Seine letzte Fernsehrolle spielte er in der US-amerikanischen Fernsehserie Holocaust – Die Geschichte der Familie Weiss als inhaftierter Maler Emil Frey.
Peter Vogel war der Vater von Michael und Nikolas Vogel. Der sensible und melancholische Schauspieler litt seit den 1970er Jahren an Depression. Er war mit Gertraud Jesserer (1943–2021) verheiratet, lebte aber zuletzt von ihr getrennt. Bis kurz vor seinem Suizid war er mit Erika Pluhar liiert. Er wurde in München auf dem alten Bogenhausener Friedhof bei seinen Eltern beigesetzt (Grab Mauer links Nr. 46).

## Filme (Auswahl)
- 1954: Das fliegende Klassenzimmer
- 1954: Der erste Kuß
- 1955: Marianne
- 1955: Ihr erstes Rendezvous
- 1956: Hilfe – sie liebt mich!
- 1957: Witwer mit fünf Töchtern
- 1957: Banktresor 713 (ungenannt)
- 1957: Die große Chance
- 1958: Wenn die Conny mit dem Peter
- 1958: Der Haustyrann
- 1958: Worüber man nicht spricht
- 1958: Der Pauker
- 1958: Taiga
- 1958: Stefanie
- 1959: Heimat – Deine Lieder
- 1959: Ein Mann geht durch die Wand
- 1959: Wenn das mein großer Bruder wüßte
- 1959: Peter Voss, der Held des Tages
- 1959: Alle lieben Peter
- 1960: Die junge Sünderin
- 1960: Agatha, laß das Morden sein!
- 1960: Hauptmann, deine Sterne
- 1960: Der Held meiner Träume
- 1960: Stefanie in Rio
- 1961: Saison in Salzburg
- 1961: Freddy und der Millionär
- 1961: Eine hübscher als die andere
- 1962: Dicke Luft
- 1962: Kohlhiesels Töchter
- 1962: Das haben die Mädchen gern
- 1962: Ohne Krimi geht die Mimi nie ins Bett
- 1962: Tanze mit mir in den Morgen
- 1963: Sing, aber spiel nicht mit mir
- 1963: Die lustigen Vagabunden
- 1963: Die schwarze Kobra
- 1963: Charleys Tante
- 1963: Ferien wie noch nie
- 1963: Ferien vom Ich
- 1963: Der schlechte Soldat Smith
- 1963: Wochentags immer
- 1964: Rote Lippen soll man küssen (Die ganze Welt ist himmelblau)
- 1964: Das Phantom von Soho
- 1964: Monsieur
- 1964: Das hab ich von Papa gelernt
- 1964: Das siebente Opfer
- 1964: Verdammt zur Sünde
- 1966: Alibi für James
- 1966: Gern hab ich die Frauen gekillt (Spie contro il mondo)
- 1967: Valentin Katajews chirurgische Eingriffe in das Seelenleben des Dr. Igor Igorowitsch (TV)
- 1969: Die Moritat vom Räuberhauptmann Johann Georg Grasel
- 1971: Die heilige Johanna (TV)
- 1971: Kein Geldschrank geht von selber auf (TV)
- 1972: Versuchung im Sommerwind
- 1973: Mein Onkel Benjamin (TV)
- 1974: Der Kommissar Folge 76: Sein letzter Coup
- 1976: Kottan ermittelt: Hartlgasse 16a, als Kottan (TV)
- 1977: Kottan ermittelt: Der Geburtstag, als Kottan (TV)
- 1978: Kottan ermittelt: Nachttankstelle, als Oberstleutnant Horeis (TV)
- 1978: Das Einhorn
- 1978: Holocaust – Die Geschichte der Familie Weiss